# 新大洲本田摩托
新大洲本田摩托有限公司成立于2001年，由新大洲股权投资有限公司、日本本田技研工业株式会社、本田技研工业（中国）投资有限公司合资成立的一家摩托车、電動自行車生产企业，注册资本为1.29亿美元，注册地在上海市青浦区华新镇，2018年工厂搬迁至中国苏州市太仓市  现有天津和太仓两个分公司，员工总数3000余人，具备年生产整车、发动机90万台的能力。
新大洲本田天津工厂于2022年更名为天津新大洲移动出行有限公司，暂停摩托车及其他相关零部件，仅制造制造新大洲本田S07，S08电动车。
2023年撤销天津工厂，仅保留天津办事处。
新大洲本田推出了融入本田技术的NSS350、CM300、 NS125LA、RX125 、HONDA CROSS CUB、NS110Q、CBF190TR、Dax e:、Honda Cub e:、S07等多款摩托车及电动车，累计实现销售1600万台，出口70多个国家和地区。